# Mount Aaron
Mount Aaron – szczyt w północno-zachodnich Latady Mountains w południowo-wschodniej Ziemi Palmera w południowej części Półwyspu Antarktycznegoo na Antarktydzie, o wysokości około 1500 m n.p.m.
Sfotografowany z lotu ptaka w latach 1965–1967 i zmapowany przez United States Geological Survey. Nazwany na cześć W.T. Aarona, elektryka stacji antarktycznej South Pole Station zimą 1963 roku.